# Júda ibn Tibbon
Júda ben Saul ibn Tibbon (héberül: יהודה בן שאול אבן תיבון), gyakran csak Júda ibn Tibbon (Granada, 1120 körül – Marseille, 1190 után) középkori franciaországi zsidó műfordító.

## Élete és művei
Júda ibn Tibbon Granadából vándorolt ki Franciaországba, és 1160-ban Lunelben telepedett. Itt bár orvosként működött, a Mesullam család kérésére fordítói munkásságba kezdett, és az fordításai révén váltak a korábban arab nyelven írt zsidó tudósok, költők (Szaadja gaon, Jóna ibn Dzsanah, Salamon ibn Gavirol, Júda Halévi) művei héberül elérhetővé az egyszerűbb zsidó rétegek számára. Önálló alkotása a fiához, a később ugyancsak híressé vált Sámuel ibn Tibbonhoz írt paraenesise.

## Magyar nyelvű fordítások
Júda ibn Tibbon teljes életműve mindezideig nem rendelkezik magyar nyelvű fordítással. Kisebb szemelvények jelentek meg műveiből:
- Scheiber Sándor: A feliratoktól a felvilágosodásig – Kétezer év zsidó irodalma (Zsidó irodalomtörténeti olvasmányok), Múlt és Jövő Lap- és Könyvkiadó, Budapest, 1997, ISBN 963 85697 4 3, 149–151. o.